# Jill Scott (futebolista)
Jill Louise Scott (Sunderland, 2 de fevereiro de 1987) é uma futebolista britânica que atua como defensora.

## Carreira
Jill Scott integrou o elenco da Seleção Britânica de Futebol Feminino, nas Olimpíadas de 2012 e 2020.